# Schloss Voglsang (Steyr)

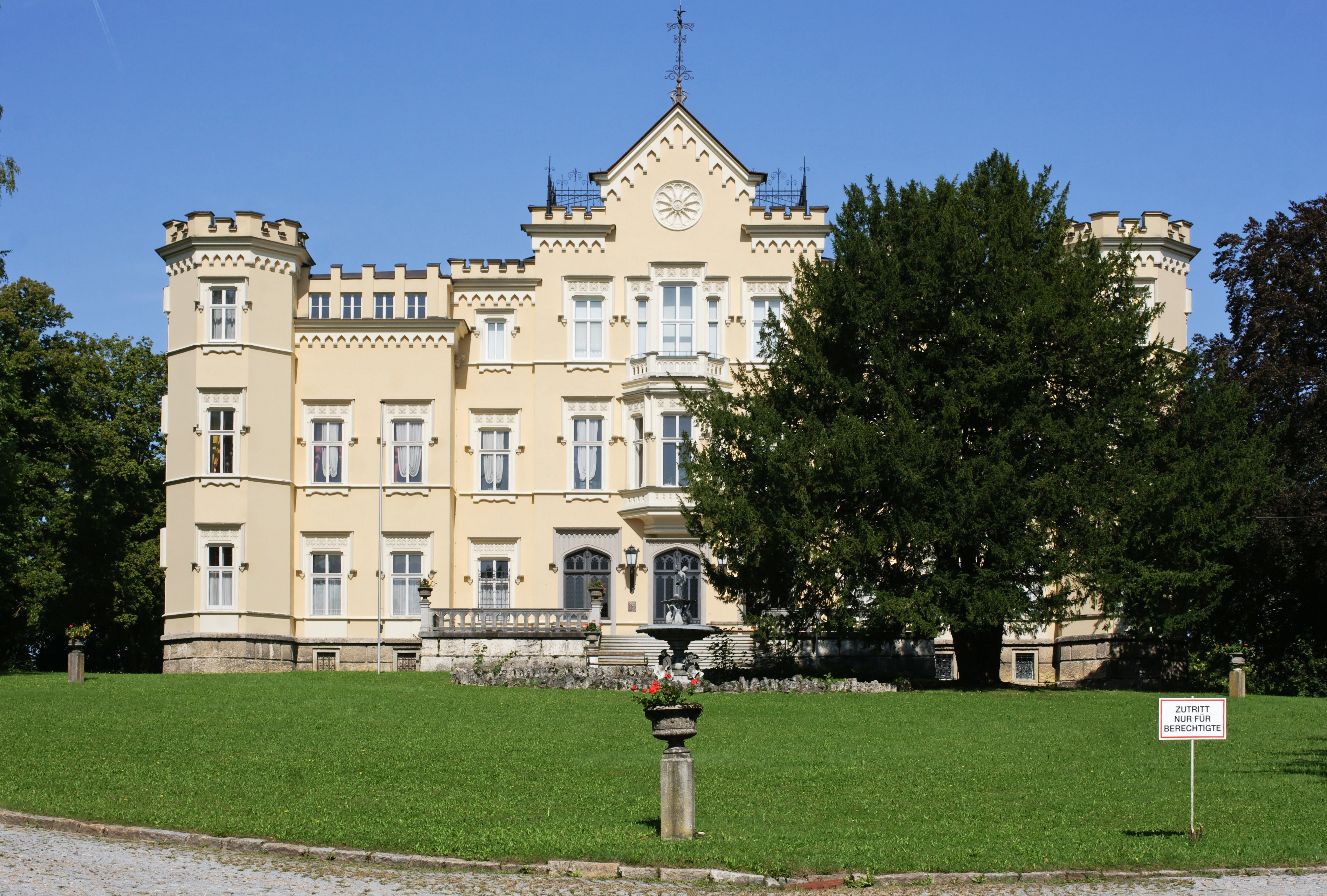
Fassade zur Preuenhueberstraße

Schloss Voglsang in Steyr (Preuenhueberstraße 14) ist ein 1882 fertiggestelltes, denkmalgeschütztes Villengebäude in neugotischem Stil. Bauherr war Josef Werndl, Baumeister Anton Plochberger. Eine alternative Schreibung ist Schloss Vogelsang.

## Architektur und Gestaltung

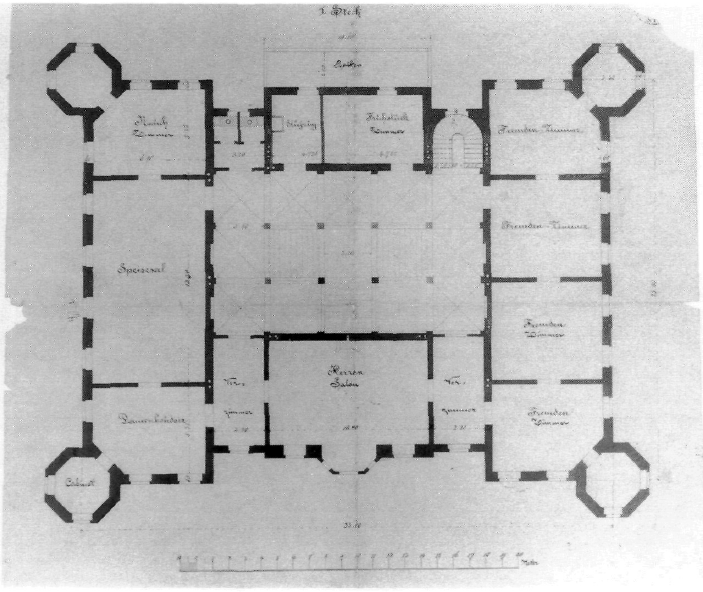
Plan des 1. Stockwerks (Anton Plochberger, 1877)

Es ist ein dreigeschoßiger Bau mit rechteckigem Grundriss und vier Ecktürmen. Die drei Geschoße erheben sich über einem Sockelgeschoß aus Steinquadern. Ein Blenddreiecksgiebel mit einer Rosette schließt die Mittelachse ab. Die Fassaden im Nordosten, bzw. Südwesten, sind breiter als die Seitenfassaden und differenzierter gestaltet. Die Ecktürme und Zinnen verleihen dem Bauwerk ein burgartiges Aussehen. Das Stiegenhaus erhält Licht durch einen glashausähnlichen Aufbau in der Dachmitte. Der ausgebaute Dachboden mit den niedrigen Fenstern stammt aus den 1920er Jahren. Der erste Stock mit Herrensalon und großem Speisesaal war als bel étage zur Repräsentation gedacht. Von der früheren Innenausstattung sind heute nur noch wenige Reste erhalten, wie Wand- und Deckengestaltungen im Erdgeschoß und Teilen des ersten Stocks. Die Gestaltungen des Stiegenhauses und der Gänge sind durch mittelalterliche Formen einerseits und Renaissance- und Barockformen andererseits bestimmt. Die Ausstattung der einzelnen Räume folgte keinem einheitlichen Konzept, sondern war durch die Nutzung bestimmt – etwa einem altdeutschen Renaissancevorbild im Herrensalon oder antikisierenden Formen im Speisesaal. Das ab 1877 errichtete Schloss weist an der Fassade spätgotische Stilelemente nach schottischem Vorbild auf (Tudorgotik), ist aber keine stilgerechte Nachbildung.
Die nach dem Historiker Valentin Preuenhueber benannte Preuenhueberstraße ist als überbreite, repräsentative Zufahrt konzipiert.

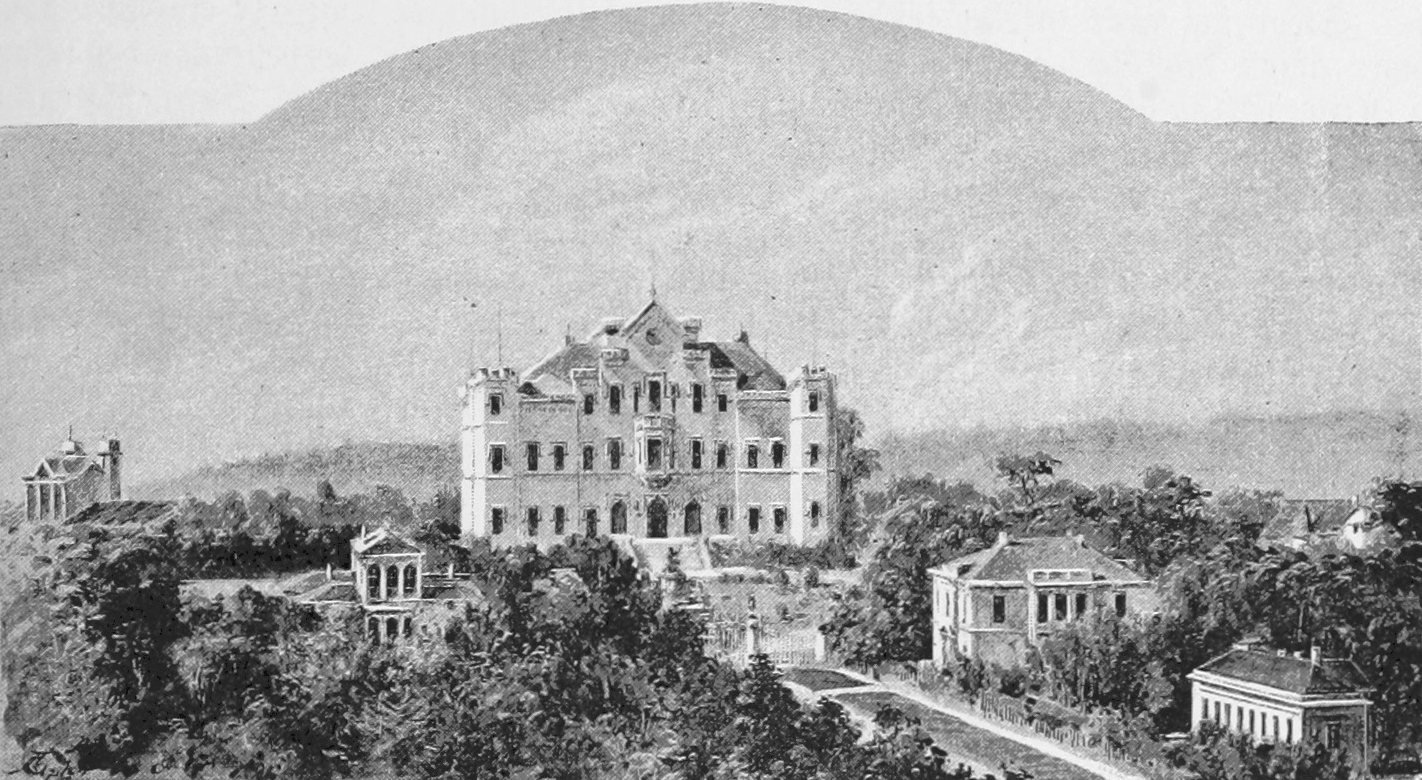
Ansicht von spätestens 1893
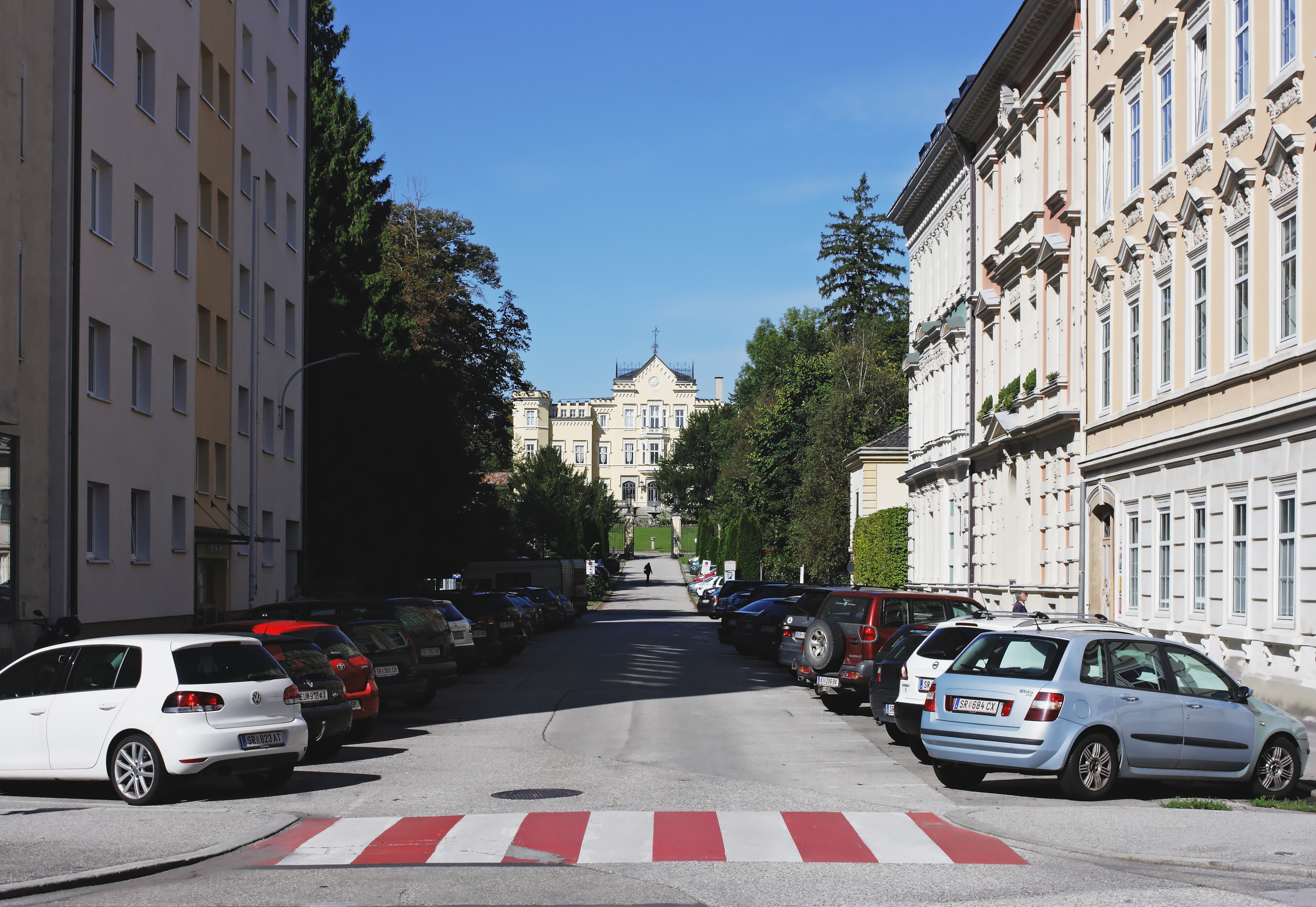
Preuenhueberstraße
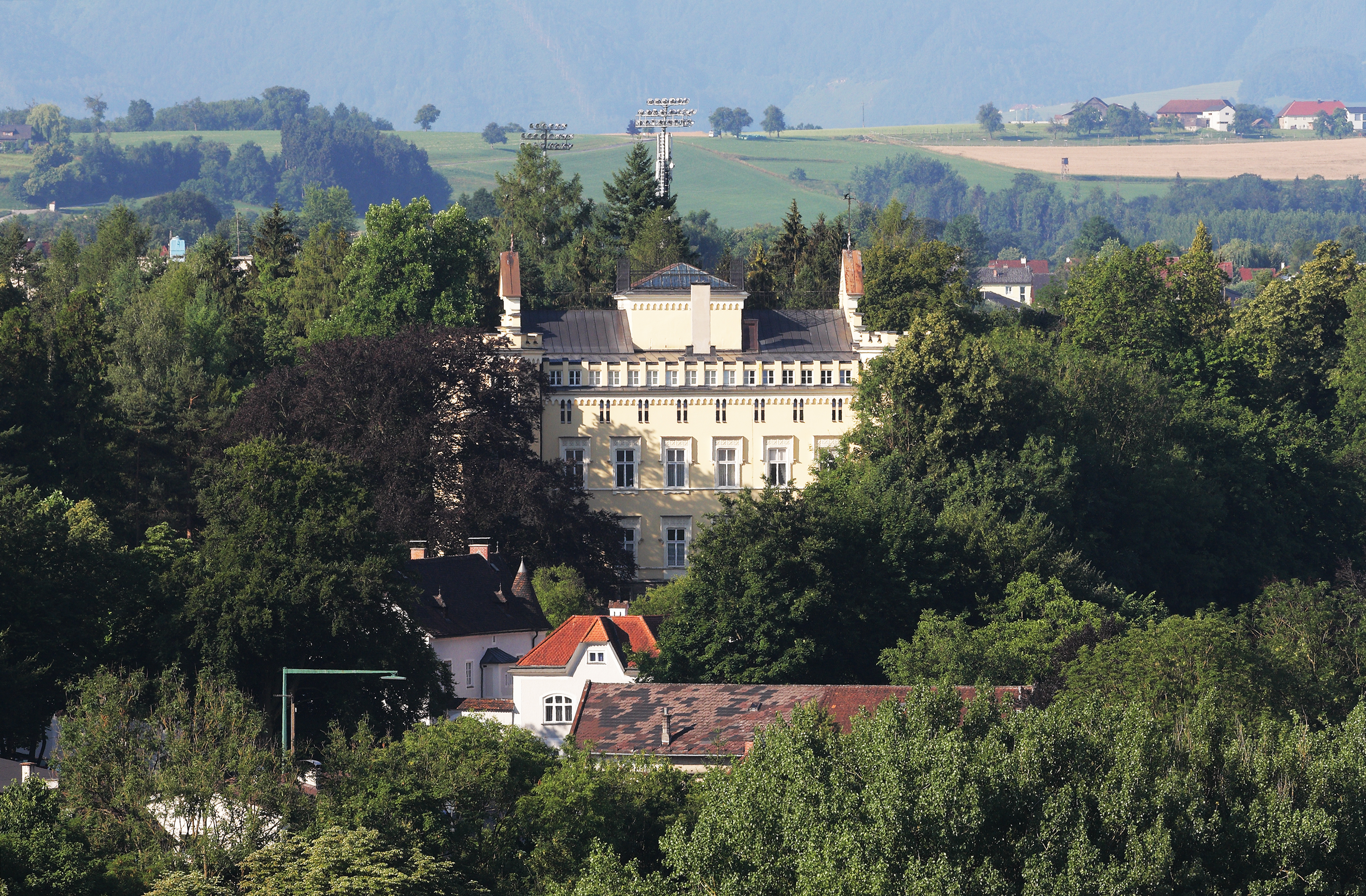
Blick auf die nordöstliche Fassade vom Tabor beim Taborfriedhof
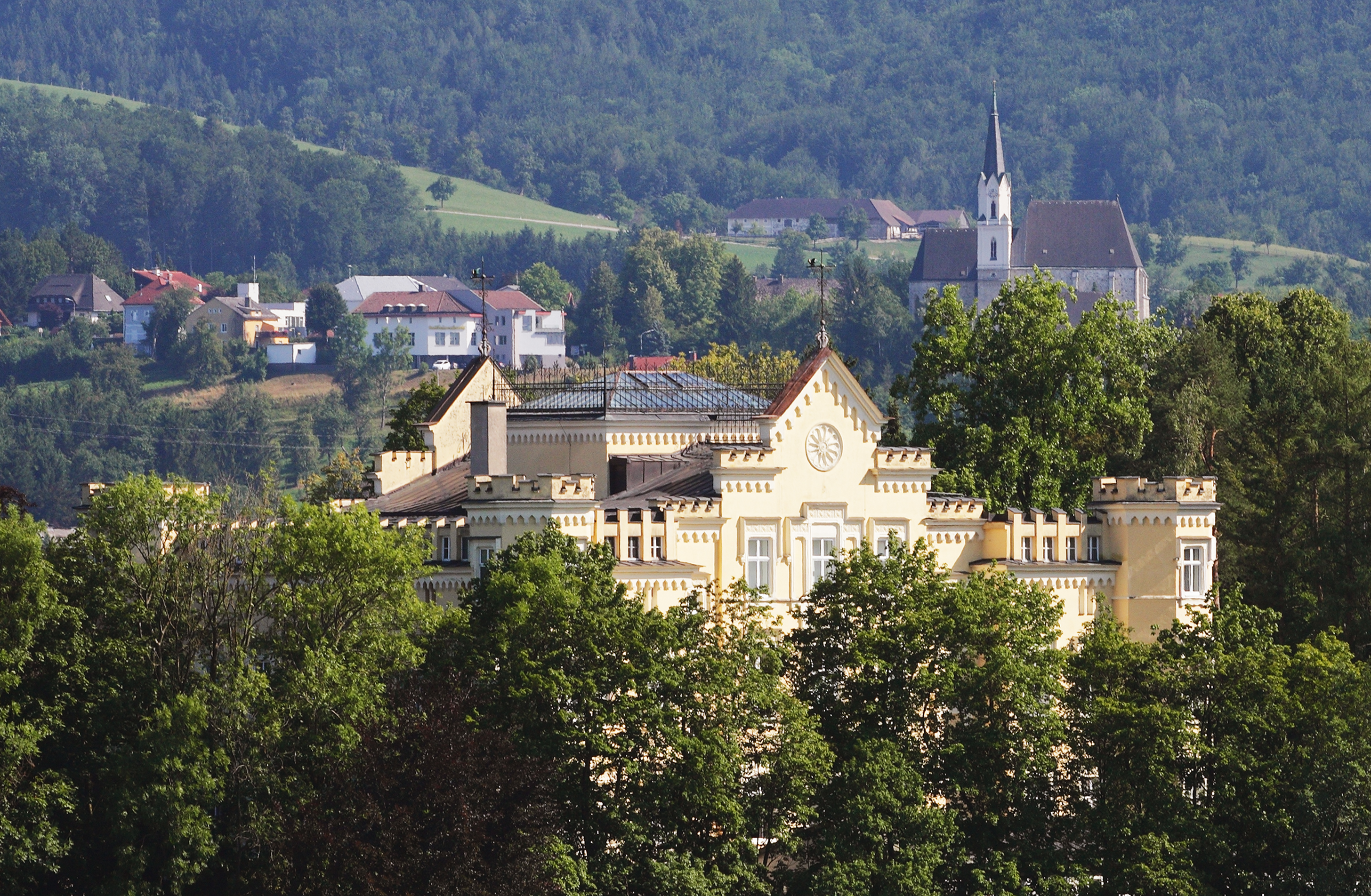
Blick von der Seifentruhe (B 122) auf die rückwärtige Giebelfassade

## Geschichte

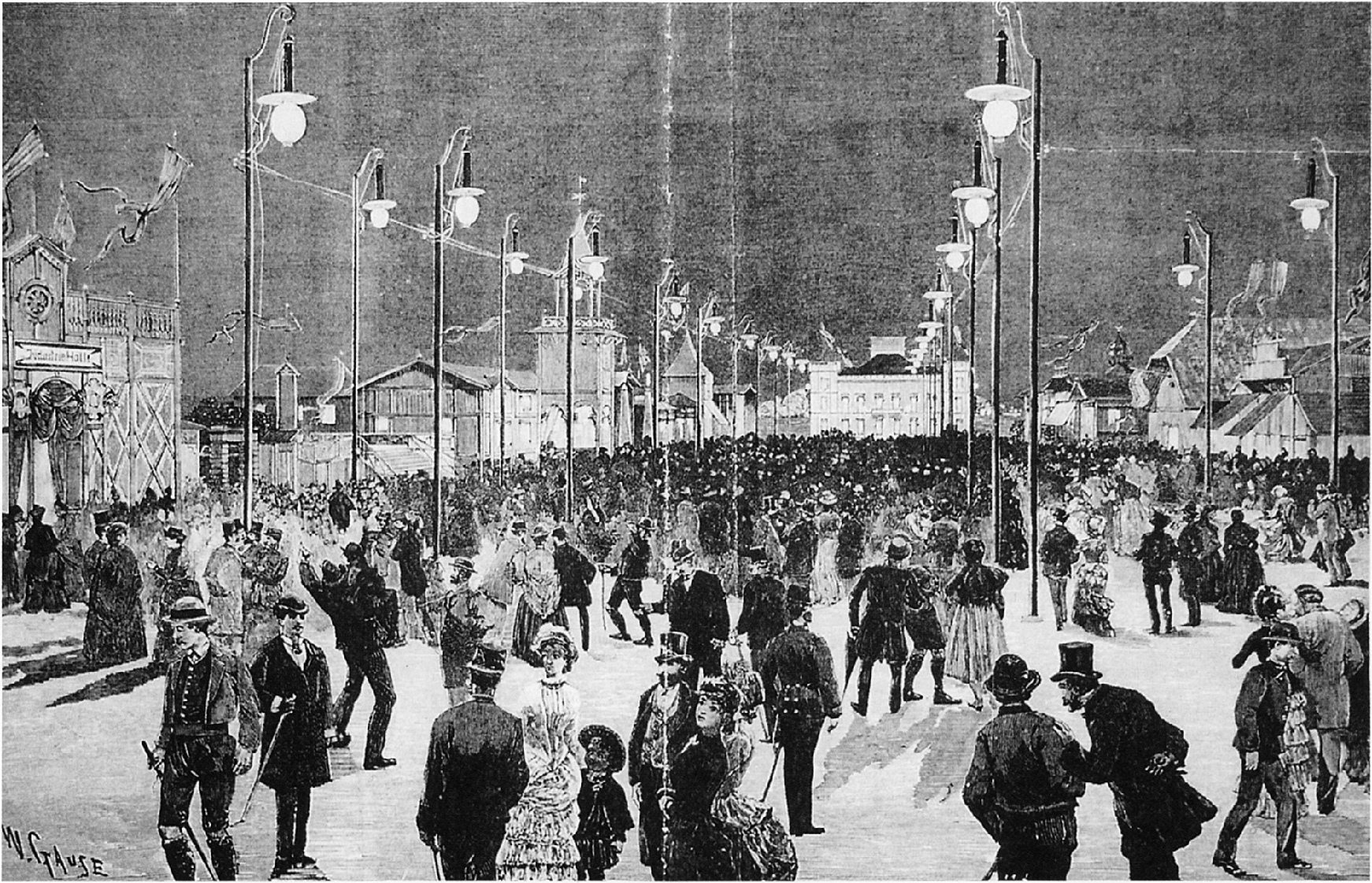
Der Festplatz der Electrischen Ausstellung (Wilhelm Gause, 1884)

Werndl hatte das Grundstück im Stadtteil Vogelsang 1873 erworben. Er soll danach den Baumeister Anton Plochberger (1823–1890) beauftragt haben nach Schottland zu reisen, um eine Schlossanlage zu studieren und nach deren Vorbild die Villa in Steyr zu bauen. Wegen des dazugehörigen Parks reiste auch ein Gartenarchitekt mit. Nach dem Tod seiner Frau Karoline Antonia verlor Werndl das Interesse und behielt seinen Wohnsitz im benachbarten Petzengütl. Er bot der Stadt den Rohbau, der bereits 64.000 fl. gekostet hatte, 1878 zum Geschenk an, unter der Bedingung, dass diese ein Armenhaus darin einrichte. Dies lehnte die Stadt allerdings ab. Spätere Versuche Werndls das Villengebäude zu verkaufen scheiterten. Nach seiner Ansicht enthielt es schwere Baufehler. Er erwog sogar den Abbruch.
Während der 900-Jahr-Feier der Stadt 1880 diente das Villengebäude als Ausstellungsort, ebenso während der Electrischen Ausstellung 1884. Bei letzterer wurde auch die unmittelbare Umgebung als Festplatz einbezogen. Ab 1885 gab Werndl den Park und das darinliegende Palmenhaus während der Sommermonate zur allgemeinen Benutzung frei. Zu dieser Zeit gab es neben der Zufahrt von der Preuenhueberstraße noch eine weitere von der Volksstraße her. Dieses Tor an der südwestlichen Seite (Volksstraße/Redtenbachergasse) ist noch vorhanden (Stand 2018).
Nach Werndls Tod ging das Gebäude in den Besitz seiner Tochter Caroline von Imhof über. Diese ließ es ausbauen, und bis Ende 1890 bewohnbar machen. Die Gips- und Zementdekorationen im Vestibül und im Stiegenhaus stammten vom Bildhaueratelier Franz Stark (Linz). Ab 1909 war Prinz Ludwig von Sachsen-Coburg-Gotha neuer Besitzer. Das vier Tonnen schwere Kupferdach wurde 1916 für die Kriegsmaterialsammlung eingezogen und durch ein Blechdach ersetzt. Nach dem Ersten Weltkrieg konnte die verschuldete Familie Coburg das Gebäude nicht mehr erhalten und es geriet unter Zwangsverwaltung. Ein Teil der Innenausstattung, wie Böden, Kachelöfen, sowie Marmor- und Holzverkleidungen wurden von der Familie mitgenommen. 1928 ersteigerte die Tiroler Franziskanerprovinz das Bauwerk und richtete darin ein Knabenkonvikt ein. Um den Platzbedarf zu decken, wurde aufgestockt. Das Palmenhaus wurde zu einem unbekannten Zeitpunkt in der Zwischenkriegszeit abgetragen. 1945 konnte der durch die Nationalsozialisten unterbrochene Heimbetrieb wieder aufgenommen werden. An der Rückseite wurde 1967 ein Hallenbad angebaut, für das die rückwärtige Terrasse abgebrochen wurde.
Im Jahre 1995 erwarb der Immobilieninvestor Dobrauz das Schloss und wandelte es in eine Senioren-Eigentumswohnanlage um.
Das Gebäude steht unter Denkmalschutz und wird in der Liste des Bundesdenkmalamtes als Schloss Voglsang mit Park und Brunnen geführt. Eine oft verwendete alternative Schreibung ist Schloss Vogelsang.

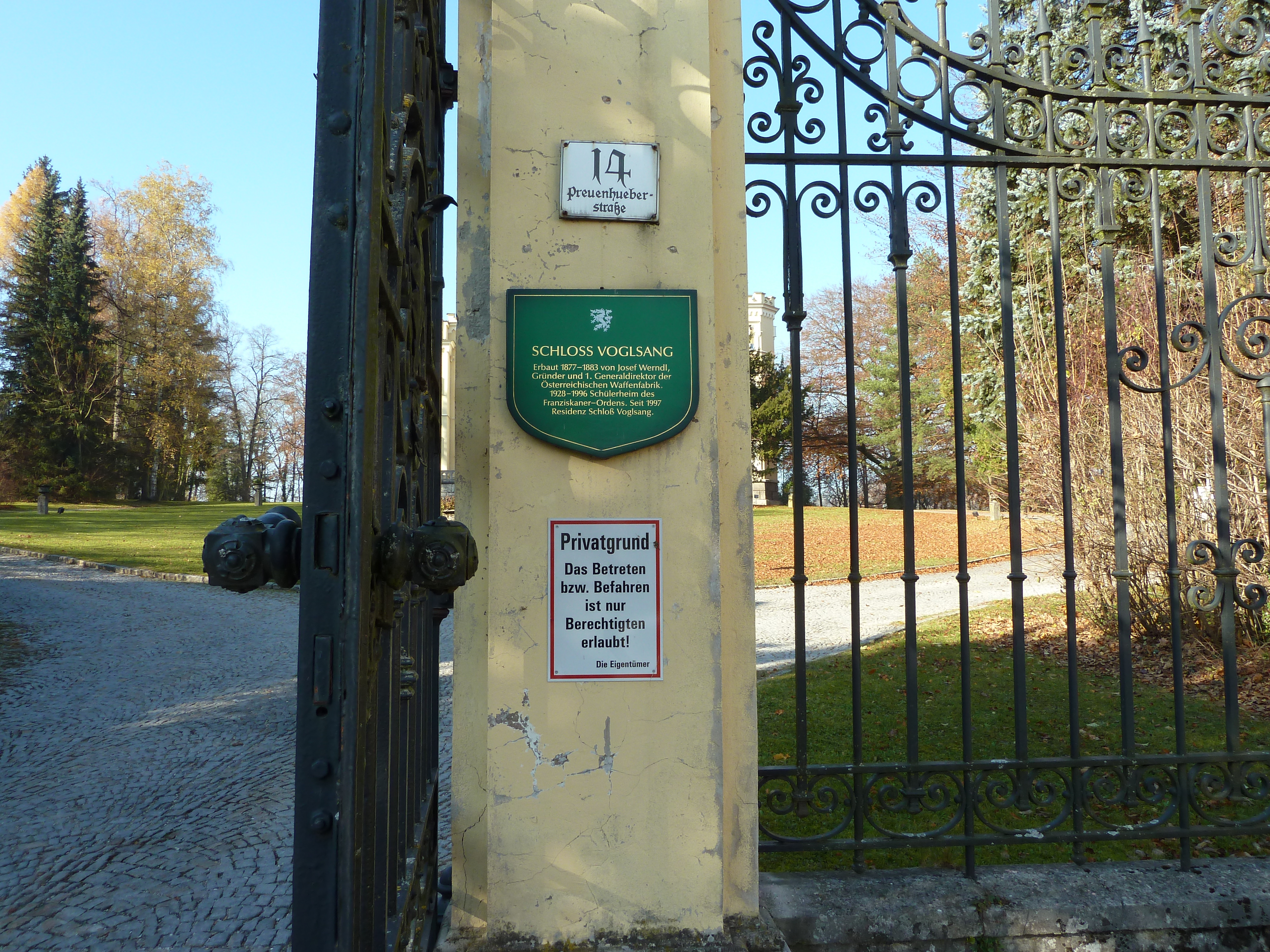
Torpfeiler mit Schild der Stadt Steyr
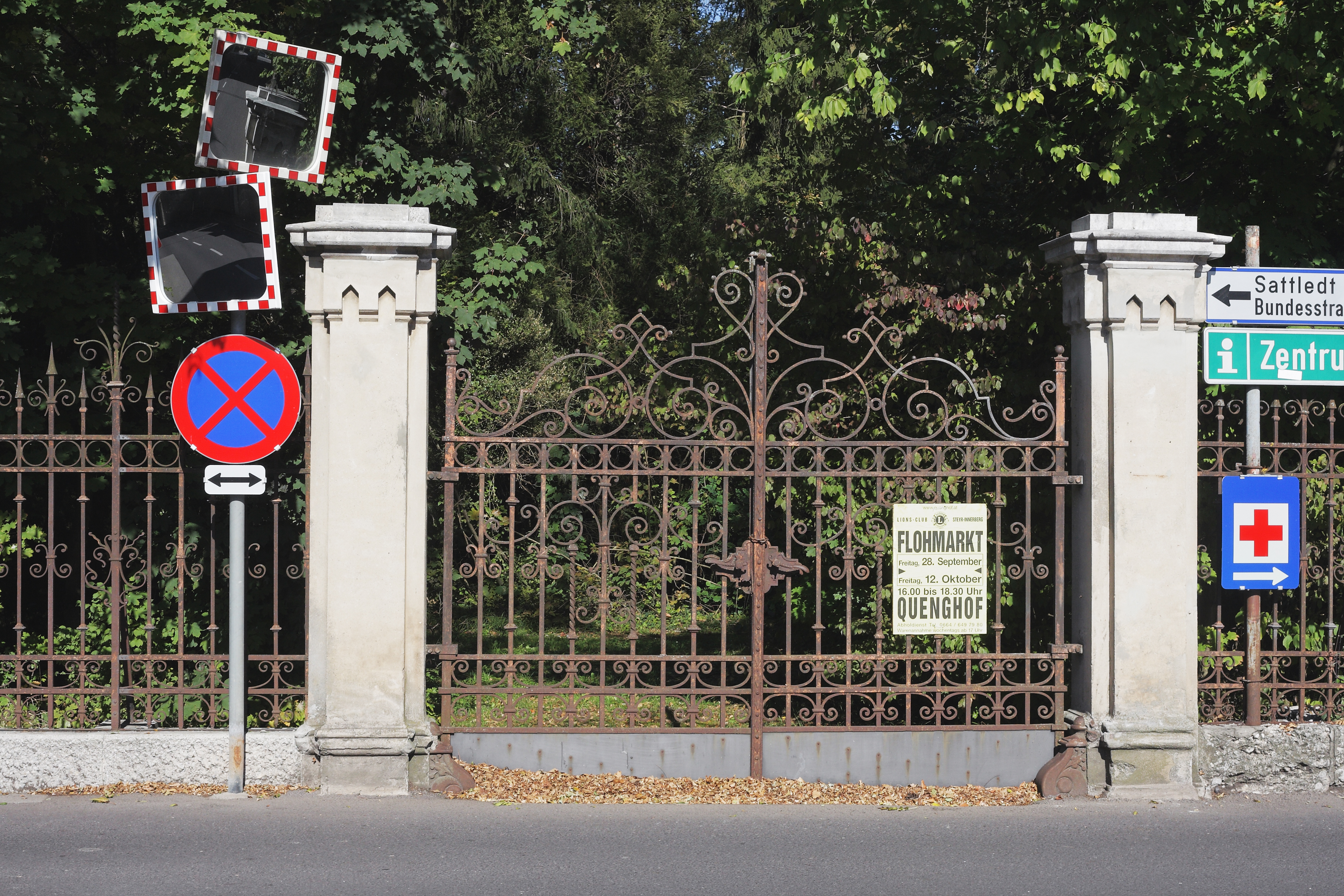
Tor der ehemaligen Zufahrt von der Volksstraße

## Nebengebäude

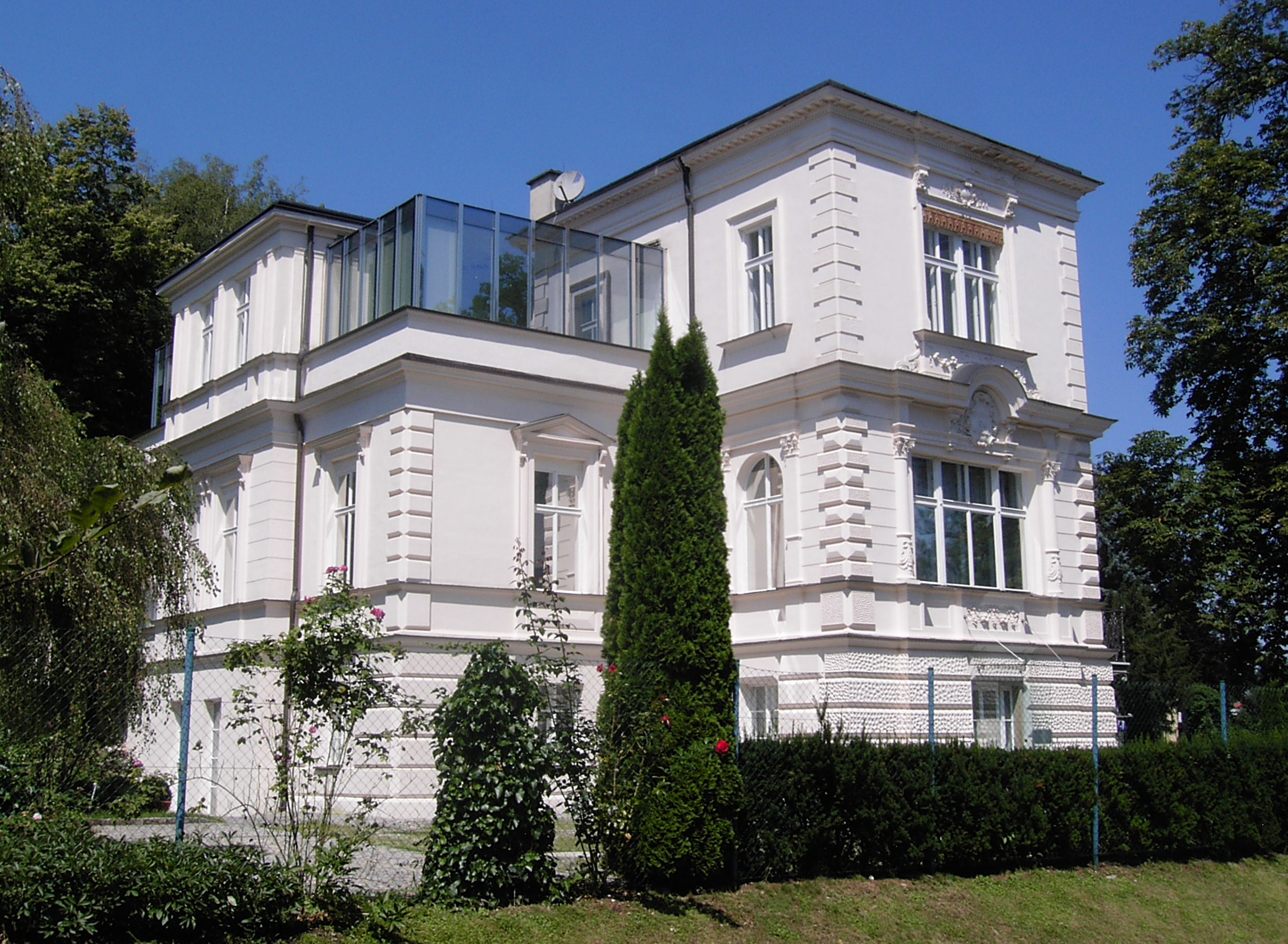
Villa Berger

Die Villa Preuenhueberstraße 5 wurde ab 1874 erbaut und diente zuerst als Sommersitz für Werndls Gäste. Später schenkte er sie seinem Freund, dem Goldschmied und Juwelier Johann (Hans) Berger (1837–1907). Berger war u. a. von 1886 bis 1894 Steyrer Bürgermeister. Das Haus Nr. 7. liegt neben dem großen Gartentor und wurde als „Dienerhaus“ bezeichnet.